# Laranjeiras (stație de metrou din Lisabona)
Laranjeiras este o stație de pe linia albastră a metroului din Lisabona. Stația este situată sub strada Estrada das Laranjeiras, la intersecția acesteia cu strada Rua Xavier de Araújo, în cartierul Palma de Baixo. 

## Istoric
Stația a fost inaugurată pe 14 octombrie 1988, în același timp cu Colégio Militar și Alto dos Moinhos, ca parte a extinderii liniei albastre a metroului către Benfica.
Proiectul original al stației aparține arhitectului António J. Mendes, iar decorațiunile sunt urmarea colaborării dintre pictorul Rolando Sá Nogueira și sculptorul Fernando Conduto.
În luna mai 2019, în scopul reducerii consumului de energie electrică din rețea, Metroul din Lisabona a anunțat că a demarat un proiect de înlocuire a iluminatului existent în mai multe stații, inclusiv  în „Laranjeiras”, cu corpuri de iluminat funcționând pe baza tehnologiei LED, având o durată de viață mai mare și permițând o scădere a costurilor cu energia de până la 60%.

## Legături

### Autobuze orășenești

#### Carris
- Campo Grande (Metrou) ⇄ Campo de Ourique (Prazeres)
- Sapadores ⇄ Pontinha Centro
- Cidade Universitária ⇄ Damaia de Cima[5]